# Heteropterus
Heteropterus là một chi bướm ngày thuộc họ Bướm nâu.

## Hình ảnh

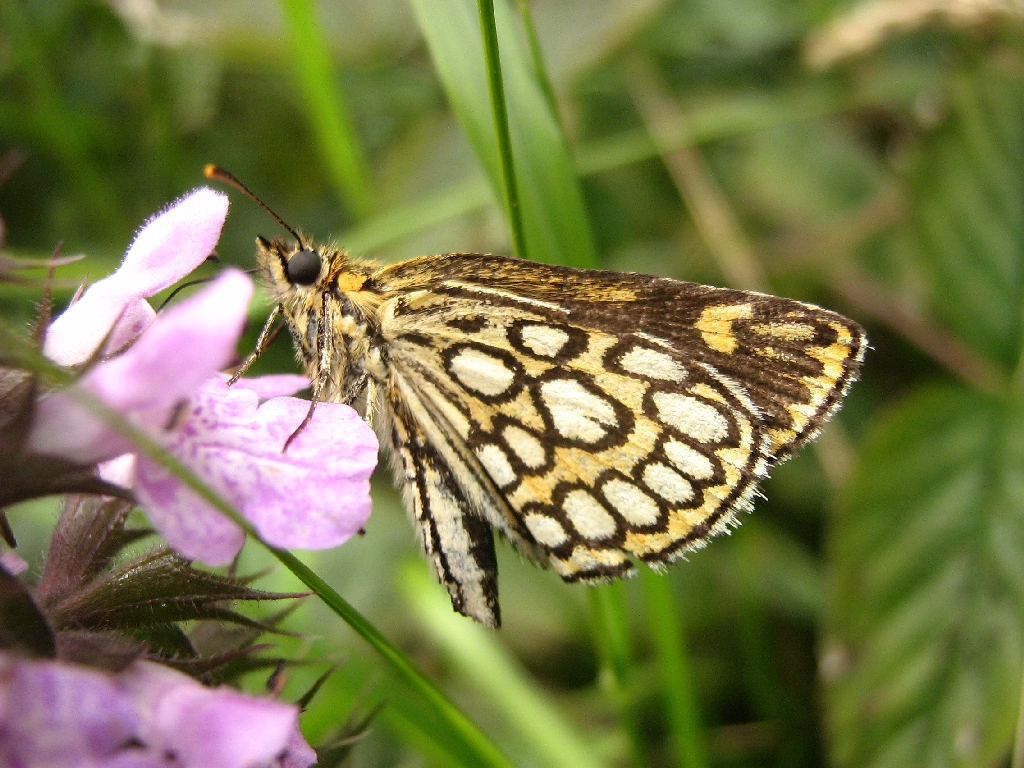
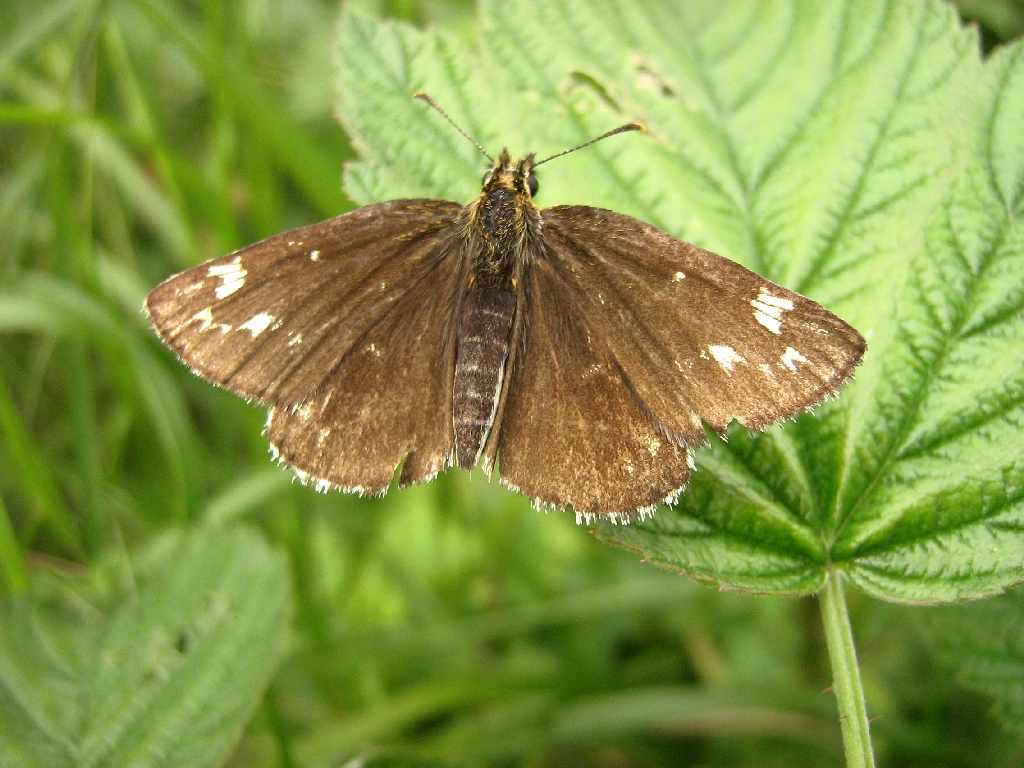
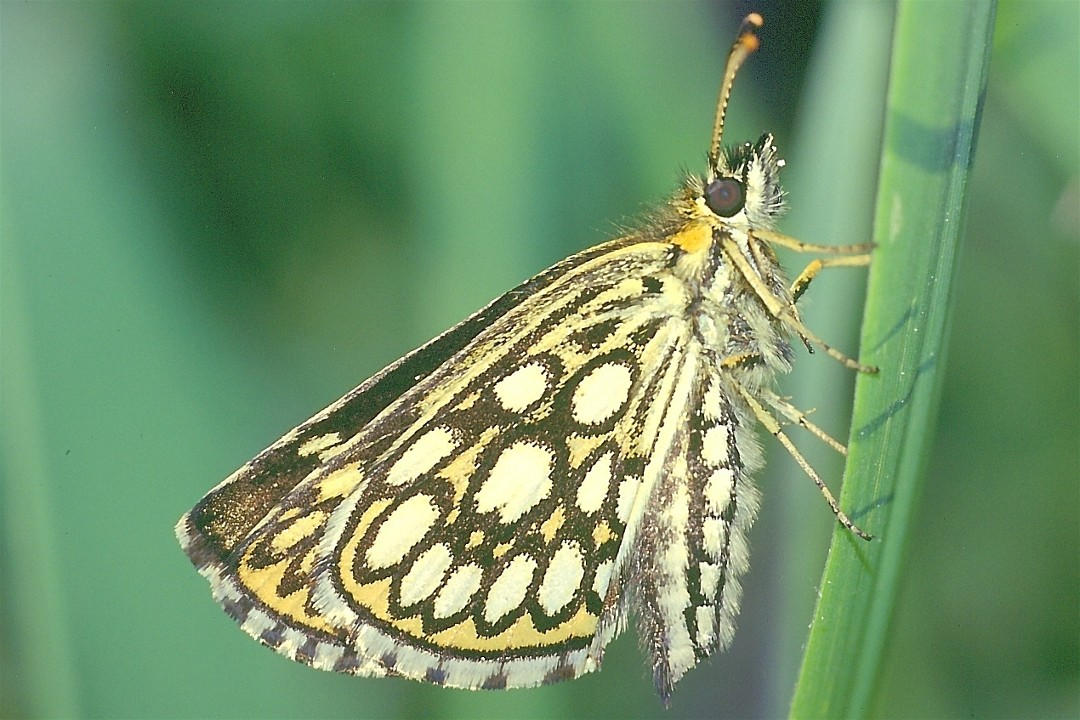